# Залуженское сельское поселение
Залуженское сельское поселение — муниципальное образование в Лискинском районе Воронежской области.
Административный центр — село Залужное.

## Население
| 2010  | 2012  | 2013  | 2014  | 2015  | 2016  | 2017  |
| ----- | ----- | ----- | ----- | ----- | ----- | ----- |
| 5112  | ↘5001 | ↘4928 | ↘4873 | ↘4861 | ↘4816 | ↘4802 |
| 2018  |       |       |       |       |       |       |
| ↘4758 |       |       |       |       |       |       |

## Населённые пункты
В состав поселения входят 3 населённых пункта:
- село Залужное
- село Лиски
- хутор Никольский